# Centropyge debelius
Centropyge debelius е вид бодлоперка от семейство Pomacanthidae. Видът не е застрашен от изчезване.

## Разпространение и местообитание
Разпространен е в Мавриций, Реюнион и Сейшели (Алдабра).
Обитава океани, морета и рифове. Среща се на дълбочина от 46 до 90 m.

## Описание
На дължина достигат до 9 cm.
Популацията на вида е стабилна.